# Farah Schlink
Farah Schlink (* Mai 1987 in Wiesbaden) ist eine deutsche Nachrichtenmoderatorin, Journalistin und Reporterin.

## Leben
Farah Schlink studierte Publizistik, Rechtswissenschaften und Romanische Philologie (Französisch) an der Johannes Gutenberg-Universität Mainz und der Universität Paris IV (Université Paris-Sorbonne). Sie schloss das Studium in Deutschland mit dem Magister Artium, M.A. ab.
Seit 2011 arbeitet sie in unterschiedlichen Positionen für das ZDF. Als Chefin vom Dienst ist sie verantwortlich für mehrere Nachrichtensendungen. Seit 2022 ist sie zusätzlich zu ihrer redaktionellen Tätigkeit auch als Moderatorin der heute-Nachrichten tätig und übernimmt diese Aufgabe auch für das ZDF-Morgenmagazin, das ZDF-Mittagsmagazin sowie die heuteXpress-Nachrichten. Farah Schlink moderiert zusätzlich das Format ZDFheute live - eine Live-Sendung zu aktuellen Ereignissen im Streaming-Angebot des ZDF.
Zuvor machte sie als Redakteurin Station in den ZDF-Sendungen „auslandsjournal“, „heute in Europa“ und „heute in Deutschland“.
Vor ihrer Tätigkeit für das Hauptprogramm des ZDF – und teilweise parallel – arbeitete Farah Schlink für phoenix- den Ereignis- und Dokumentationskanal von ARD und ZDF. Hier war sie als Moderatorin der Sendung „phoenix plus“ zu sehen und war als Chefin vom Dienst verantwortlich für die Livesendungen „phoenix der Tag“ und „phoenix vor ort“.
Neben ihrer journalistischen Tätigkeit hatte sie mehrere Lehraufträge, unter anderem an der Hochschule für Medien, Kommunikation und Wirtschaft (HMKW) für Journalistische Praxis und Online-Journalismus.
Farah Schlink ist verheiratet und Mutter eines Sohnes.